# Agelasta imogenae
Agelasta imogenae là một loài bọ cánh cứng trong họ Cerambycidae.